# Pristidia longistila
Pristidia longistila là một loài nhện trong họ Clubionidae.
Loài này thuộc chi Pristidia. Pristidia longistila được Christa L. Deeleman-Reinhold miêu tả năm 2001.